# شان موریسون (بازیکن فوتبال)
شان موریسون (انگلیسی: Sean Morrison؛ زادهٔ ۸ ژانویهٔ ۱۹۹۱) یک بازیکن فوتبال اهل بریتانیا است.